# Digital FM
Digital FM. Su programación consiste principalmente en música anglo de los años 80, 90 y 2000, y actual; su voz institucional fue Mauricio Reyes desde 2004 hasta 2022 y actualmente es Carlos Sánchez y además cuenta con una red de 15 emisoras a lo largo de Chile, siendo netamente una cadena regional, ya que no posee frecuencia radial en Santiago. 
Digital FM emite música de los años 80 al 2000, incluyendo a su parrilla más rock y pop de los 90's y éxitos actuales de forma gradual dándole así un nuevo aire, pero interpretada por cantantes de éxito tanto nacional como internacional. Gradualmente, la emisora ha incorporado más música chilena en su programación musical, debido a la ley Chilena 20180 que establece que radios deben transmitir un mínimo del 20% de música nacional en su programación diaria. Además, un 25% de esa música debe ser de compositores emergentes o de identificación local o regional.

## Emisoras hermanas
La red de diarios regionales de El Mercurio también posee otras dos radioemisoras:
- Positiva Radio: Emisora radial dedicada a los éxitos del Reggaeton, Cumbia, Twist, Pop, Informativo, Rock, Rock & Roll, Anglo, Disco, Electrónica, Rock Latino y Adulto Contemporáneo. Desde 2003 hasta el 2 de mayo de 2018 fue una radio tropical latina, y desde 2018 al hasta diciembre de 2023 fue una radio Urbana y anglo
- Radio Universo: Emisora radial dedicada a los clásicos del pop, rock, anglo desde la época de los años 70 hasta la actualidad. Inició sus transmisiones en 1985.

## Antiguas frecuencias
- 100.1 MHz (Iquique); hoy Vila's Radio, sin relación con Medios Regionales.
- 91.3 MHz (Pica).
- 90.3 MHz (Calama); desde el 30 de septiembre de 2022, Radio Charanga Latina, sin relación con Medios Regionales.
- 100.9 MHz (El Abra).
- 94.7 MHz (Minera Escondida).
- 93.9 MHz (Antofagasta); desde el 5 de julio de 2021, Radio Charanga Latina, sin relación con Medios Regionales.
- 102.1 MHz (El Salvador).
- 89.9 MHz (Copiapó); hoy Positiva Radio.
- 99.7 MHz (Vallenar); hoy Positiva Radio.
- 88.5 MHz (Ovalle); hoy Encanto FM, sin relación con Medios Regionales.
- 91.7 MHz (Los Vilos/Pichidangui); no existe.
- 93.9 MHz (La Ligua); hoy FM Okey, sin relación con Medios Regionales.
- 90.1 MHz (Casablanca); hoy Estilo FM, sin relación con Medios Regionales.
- 90.5 MHz (San Antonio); hoy Radio Carnaval, sin relación con El Mercurio Sociedad Anónima Periodística.
- 100.5 MHz (Melipilla); hoy Estilo FM en el 100.7, sin relación con Medios Regionales, trasladado por ley de radios comunitarias.
- 90.1 MHz (San José de Maipo); hoy Amanda FM en el 89.9, trasladada por ley de despeje de frecuencias, sin relación con El Mercurio Sociedad Anónima Periodística.
- 91.1 MHz (Rapel).
- 94.7 MHz (San Fernando); hoy Radio Caramelo, sin relación con Medios Regionales.
- 98.3 MHz (Rancagua); hoy Estilo FM, sin relación con Medios Regionales
- 99.9 MHz (Linares); hoy Radio Más, sin relación con Medios Regionales.
- 97.3 MHz (Curicó); hoy Estilo FM, sin relación con Medios Regionales y 106.1 , frecuencia sin uso.
- 90.3 MHz (San Carlos); hoy Radio Morenna, sin relación con Medios Regionales.
- 90.1 MHz (Bulnes); hoy Radio Interactiva, sin relación con Medios Regionales.
- 88.1 MHz (Concepción); hoy Radio Agricultura sin relación con Medios Regionales.
- 102.3 MHz (Talcahuano); hoy Radio Armonía, sin relación con El Mercurio Sociedad Anónima Periodística.
- 103.5 MHz (Los Ángeles); hoy Carnaval Paraíso, sin relación con Medios Regionales.
- 103.9 MHz (Temuco); hoy Radio Agricultura, sin relación con El Mercurio Sociedad Anónima Periodística.
- 100.5 MHz (Villarrica/Pucón); hoy Radio Beethoven, sin relación con El Mercurio Sociedad Anónima Periodística.
- 90.1 MHz (Pucón); hoy Radio Parque Nacional, sin relación Medios Regionales.
- 89.5 MHz (Valdivia); hoy Tropical Stereo, sin relación con Medios Regionales y 104.7 MHz; hoy Estilo FM, sin relación con Medios Regionales.
- 107.7 MHz (Osorno); disponible solo para radios comunitarias.
- 100.3 MHz (Puerto Aysén); hoy Radio Aysén, sin relación con Medios Regionales.
- 95.9 MHz (Coyhaique); hoy Estilo FM, sin relación con Medios Regionales.
- 95.9 MHz (Punta Arenas); hoy My Radio, sin relación con Medios Regionales y 106.9 MHz; disponible solo para radios comunitarias.